# Alloesia vittata
Alloesia vittata là một loài bọ cánh cứng trong họ Cerambycidae.